# Cecilio Jiménez Rueda
Cecilio Jiménez Rueda (Atarfe, Granada, 27 de junio de 1858 - 9 de septiembre de 1950) fue un matemático español.

## Biografía
En 1873 se instaló en Granada, donde estudió bachillerato en la Escuela de dibujo de Santo Domingo. En 1886 se licenció en ciencias en la Universidad Central de Madrid y en 1888 se doctoró.
Auxiliar numerario de la Facultad de Ciencias de Madrid, impartió cursos de mecánica, física, matemáticas, geometría, análisis, y en 1892 obtuvo la plaza de auxiliar de dibujo de la misma Facultad. En 1896 obtuvo la cátedra de geometría y geometría analítica de la Universidad de Valencia, encargándose de la estación meteorológica de esta facultad. En 1906, regresó a la Universidad de Madrid como catedrático de geometría métrica y complementos de álgebra y geometría de la sección de Naturales. Estuvo a cargo de la Secretaría de la facultad.
Presidió la Sociedad Facultativa de Ciencias y Letras, cuya revista dirigió en 1895, y fue delegado en España de la Comisión Internacional de la Enseñanza Matemática (1912-14). Fue vicepresidente de la sección 1ª de la Asociación Española para el progreso de las Ciencias, director de la revista de la Sociedad Matemática Española (1915-16) y socio correspondiente del Instituto de Coimbra.
Académico numerario de la Real Academia de Ciencias Exactas, Físicas y Naturales, en la que ingresó en 1918 con el discurso "Algunas consideraciones sobre la evolución de los conceptos de punto, recta, plano y espacio". Publicó en la Revista de la Sociedad Matemática Española y artículos divulgativos en periódicos como El Mercantil Valenciano o El Defensor de Granada.
Su hermano, Miguel Jiménez Rueda, fue presidente del Sindicato Agrario de Atarfe y fue asesinado en 1932 en una disputa obrera mientras paseaba.

## Obras
- 1893 . " Prolegómenos de Aritmética Universal "
- 1893 . " Sobre la constitución molecular de los cuerpos gaseosos"
- 1898 . " Tratado de las formas geométricas de primera categoría "
- 1898 . " Tratado de las formas geométricas de segunda categoría ".
- 1903 . " Lecciones de Geometría Métrica "
- 1909 . " Lecciones de Geometría Métrica y Trigonometría ".